# 圣勒林卡陶
圣勒林卡陶（匈牙利語：Szentlőrinckáta）是匈牙利佩斯州所辖的一个村。总面积20.15平方公里，总人口1954，人口密度97.0人/平方公里（2011年1月1日）。